# NGC 6978
NGC 6978 este o liner situată în constelația Vărsătorul. A fost descoperită în 20 iulie 1863 de către Albert Marth.